# 05A-214

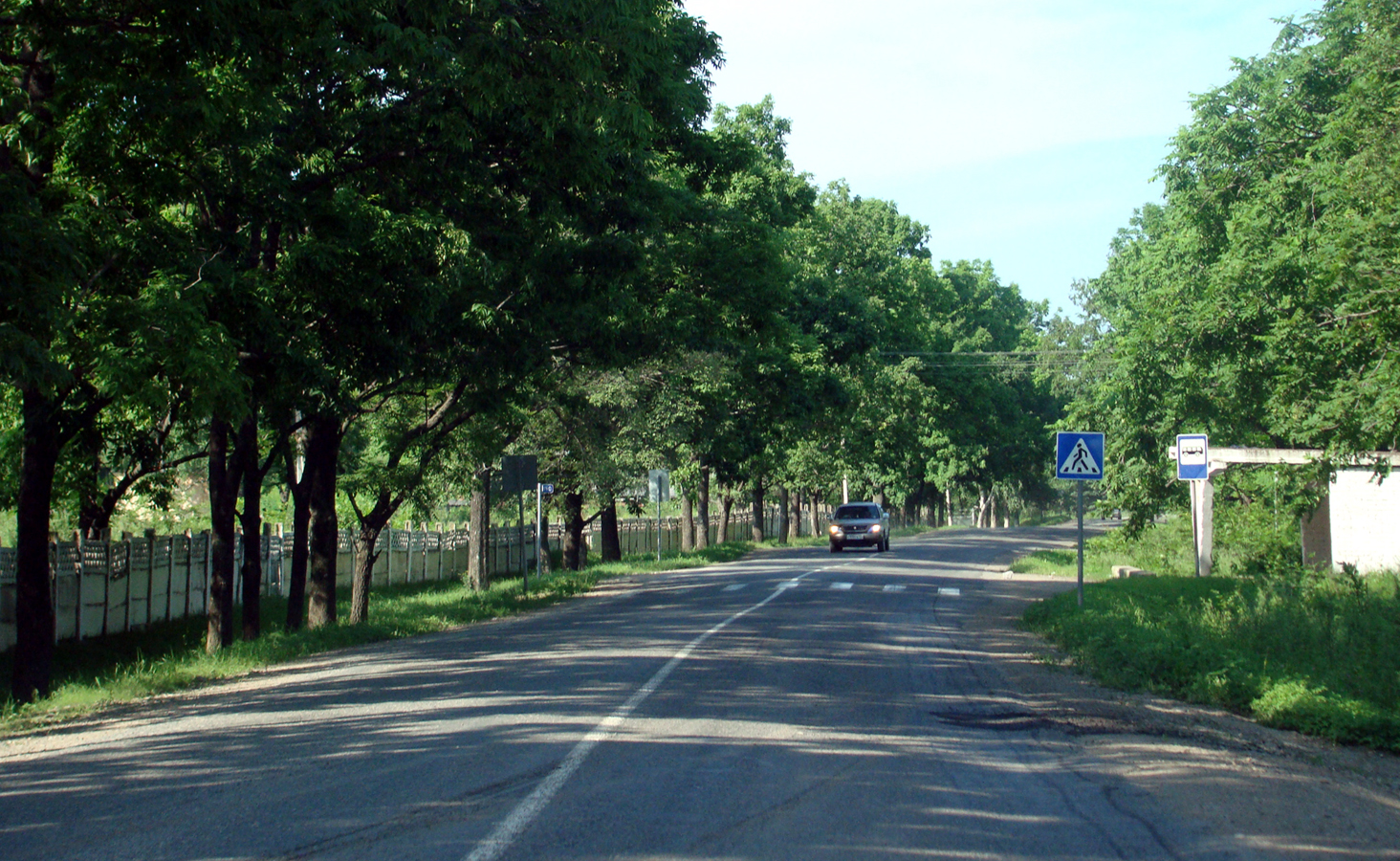
Bushaltestelle Barabasch an der Fernstraße Rasdolnoje – Chassan

Die Straße 05A-214 ist eine „Straße von regionaler und interkommunaler Bedeutung“ (russisch Автомобильная дорога регионального и межмуниципального значения) in der Region Primorje im äußerten Südosten Russlands. In der Vergangenheit war sie unter der Bezeichnung A189 eine Fernstraße regionaler Bedeutung.
Die Straße beginnt nordwestlich von Wladiwostok an der A370 Ussuri (früher M60) und verläuft dann in südwestlicher Richtung. Dabei erschließt sie als einzige Straße den rund 150 km langen russischen Landstreifen zwischen der chinesischen Provinz Jilin und dem Japanischen Meer. Sie ist 221 km lang und Teil des AH6 im Asiatischen Fernstraßennetz. Die Straße endet in Chassan am Dreiländereck Russland–Volksrepublik China–Nordkorea. Obwohl die AH6 formell entlang der Nordkoreanischen Küste weiterführt, gibt es hinter Chassan keinen Straßengrenzübergang, lediglich Eisenbahnzüge können hier mittels der Brücke der koreanisch-russischen Freundschaft die Grenze passieren. 2015 wurden Pläne für den Bau einer Straßenbrücke bekannt.
Über weite Strecken markiert die Straße das östliche Ende der Außenzone des Leopardenland-Nationalparks. Südlich des Dorfes Barabasch trennt sie diesen außerdem vom Kedrowaja-Pad-Naturreservat. Um Tieren, insbesondere dem Amurleopard, einen Wechsel zwischen den Schutzgebieten zu ermöglichen, wurde 2012 ein rund 600 m langer Abschnitt der Straße zur Schaffung einer Grünbrücke überwölbt.

## Verlauf
000 km – Rasdolnoje, Abzweig von der A370 Ussuri (früher M60)
051 km – Sanadworowka
110 km – Slawjanka
166 km – Kraskino
221 km – Chassan